# Philippe Jourdan
Philippe Jean-Charles Jourdan (sinh ngày 30 tháng 8 năm 1960) là một giám mục người Estonia gốc Pháp của Giáo hội Công giáo. Ông là Giám mục Chính tòa tiên khởi của Giáo phận Tallinn kể từ năm 2024 và từng đảm nhiệm chức vụ Giám quản Tông tòa của Hạt đại diện tông tòa Estonia từ năm 2005 đến năm 2024. Ông sinh sống và làm việc tại Estonia từ năm 1996 đến nay và trở thành công dân Estonia vào năm 2005. Ông là thành viên của Giám hạt tòng nhân Opus Dei.

## Tiểu sử
Philippe Jourdan sinh ngày 30 tháng 8 năm 1960 tại xã Dax, tỉnh Landes nước Pháp, trong một gia đình có cha và mẹ là người gốc Basque. Hai ông bà thân sinh có ba người con đều là con trai và ông là người con trai cả; một trong hai người em của ông là linh mục. Ông tốt nghiệp trung học đệ nhị cấp tại Dax, ông lên Paris để học khóa chuẩn bị tại trường Lycée Louis-le-Grand. Ông gia nhập Opus Dei vào năm 1980 trong khi đang học tại trường École des ponts ParisTech, Paris. Ông tốt nghiệp văn bằng kỹ sư tại trường này vào năm 1983. Sau một thời gian làm việc trong lĩnh vực bảo tồn năng lượng cũng như từ chối lời mời làm việc tại tập đoàn IBM, ông quyết định theo đuổi đời sống tu trì. Ông tốt nghiệp văn bằng tiến sĩ Triết học tại Viện Giáo hoàng Đại học Thánh Giá vào năm 1987. Đến ngày 20 tháng 8 năm 1988, ông được Hồng y Bernard Francis Law truyền chức linh mục và trở thành thành viên của Hội Linh Mục Thánh Giá.
Sau khi trở thành linh mục, ông đảm nhận chức vụ tuyên úy tại các trường học và ký túc xá dành cho sinh viên, trước hết là tại Madrid, Tây Ban Nha (1988 – 1989), kế đến là tại Paris, Pháp (1989 – 1993). Ông cũng phụ giúp các công việc trong giáo xứ và dạy môn Triết học trong khoảng thời gian từ năm 1989 đến năm 1995.
Năm 1996, ông đến Estonia theo lời mời của Sứ thần Tòa Thánh tại nước này và được bổ nhiệm làm tổng đại diện của Hạt giám quản tông tòa Estonia (rời nhiệm sở năm 2005). Ông có được trách vụ này là nhờ khả năng nói thông thạo tiếng Anh và tiếng Nga – vốn là hai ngôn ngữ được sử dụng rộng rãi tại Estonia. Từ năm 1999 đến năm 2001, ông làm linh mục phó xứ tại giáo xứ Thánh Petrus và Thánh Paulus.

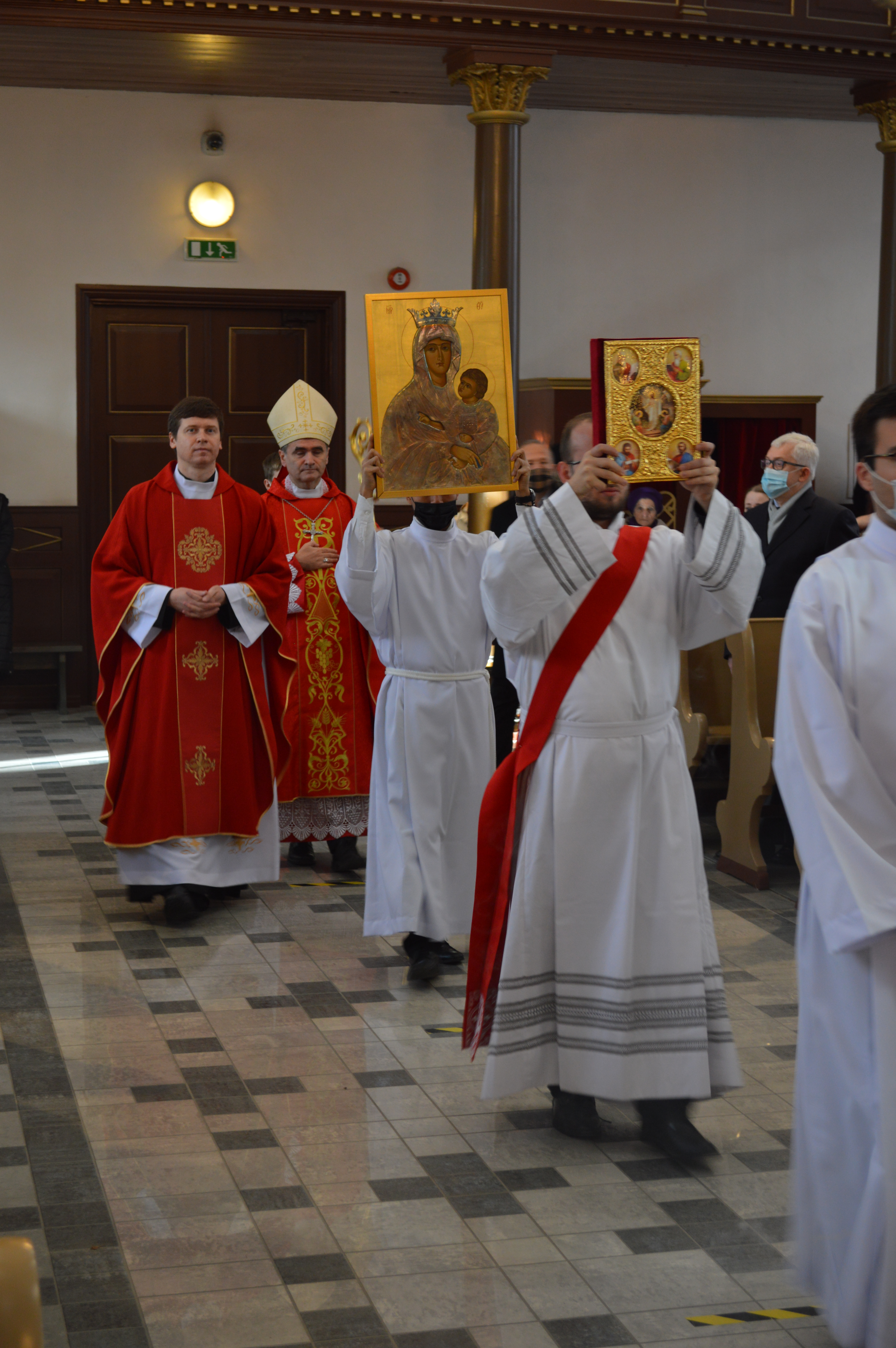
Giám mục Jourdan tiến vào cung thánh trong thánh lễ Khai mạc Đại hội về Hiệp hành tại Tallinn, ngày 17 tháng 10 năm 2021.

Vào ngày 23 tháng 5 năm 2005, ông được Giáo tông Ioannes Paulus II bổ nhiệm làm Giám mục Hiệu tòa Pertusa và Giám quản Tông tòa Estonia, trở thành giám mục Công giáo thứ hai của nước Estonia kể từ khi cuộc Cải cách Kháng nghị nổ ra vào thế kỷ 16.
Lễ tấn phong giám mục cho tân Giám mục Philippe Jourdan được tổ chức vào ngày 10 tháng 9 năm 2005, với vị chủ phong là Tổng giám mục Peter Stephan Zurbriggen, Sứ thần Tòa Thánh tại các nước Baltic, cùng hai vị phụ phong là Tổng giám mục Tadeusz Kondrusiewicz của Tổng giáo phận Moskva và Giám mục Javier Echevarría Rodríguez, Giám quản của Opus Dei. Vào thời điểm đó, Giáo hội Công giáo tại Estonia không có một nhà thờ nào có quy mô đủ lớn nên buổi lễ tấn phong giám mục đã được cử hành tại Nhà thờ Thánh Olaus, do Hội Thánh Báp-tít ở địa phương cho mượn để tổ chức thánh lễ. Giám mục Jourdan coi đây là một cử chỉ thể hiện tình đoàn kết đại kết đặc trưng của cộng đồng Kitô hữu tại Estonia.
Ông giữ chức Phó Chủ tịch Hội đồng Giáo hội Estonia kể từ tháng 3 năm 2004 và giữ chức Ủy viên giám mục của Ủy ban các Hội đồng Giám mục của Liên minh châu Âu từ năm 2010.
Vào năm 2019, khi được hỏi về cách mà Giáo hội nên phản ứng trước phong trào thế tục hóa vốn đang hoành hành mạnh mẽ tại Estonia so với các nước châu Âu khác, ông đã trả lời rằng:
Tôi không đồng tình với ý kiến của một số tin hữu cho rằng: trong bối cảnh phong trào thế tục hóa ngày càng lớn mạnh, thì việc sống với tư cách Kitô hữu đã trở thành một điều bất khả thi và rằng người Kitô hữu nên sống co cụm trong những cộng đồng nhỏ.... Sự hiện diện cách tận tận tụy của người Kitô hữu trong thế giới này là một điều cần thiết, căn cứ vào tầm nhìn thực tế và tràn đầy hy vọng về xã hội của chúng ta, thậm chí về một xã hội thế tục....

Vào ngày 26 tháng 9 năm 2024, ông được bổ nhiệm làm giám mục tiên khởi của Giáo phận Tallinn sau khi Hạt giám quản tông tòa Estonia được nâng lên thành Giáo phận Tallinn.
Ông nhập quốc tịch Estonia và đồng thời từ bỏ quốc tịch Pháp vào ngày 22 tháng 12 năm 2005.

## Tặng thưởng
Nhà nước Estonia tưởng thưởng Huân chương Sao Trắng hạng Ba cho Giám mục Jourdan vào ngày 22 tháng 2 năm 2006. Ngày 5 tháng 10 năm 2008, Hội đồng của Nhà thờ chính tòa Thánh Maria thuộc Hội Thánh Tin Lành Lutheran Estonia đã trao tặng Huy chương Đức Mẹ Maria cho Giám mục Jourdan để ghi nhận những đóng góp của ông trong công tác đại kết cũng như trong việc thúc đẩy các giá trị Kitô giáo tại các hội nghị và trước báo giới. Ông cũng được Nhà nước Pháp trao tặng Bắc Đẩu bội tinh hạng chevalier vào ngày 11 tháng 7 năm 2008. Vào ngày 2 tháng 2 năm 2021, Bộ Nội vụ Estonia trao tặng Huy chương Bạc cho Giám mục Jourdan để vinh danh những đóng góp tích cực của ông trong việc phát triển mối quan hệ giữa Cộng hòa Estonia và Giáo hội Công giáo cũng như định hình và thúc đẩy sự hợp tác đại kết giữa các tổ chức thành viên của Hội đồng Giáo hội Estonia.